# 卷毛杜鹃
卷毛杜鹃（学名：Rhododendron circinnatum）为杜鹃花科杜鹃花属下的一个种。

## 扩展阅读
- 維基物種上的相關：卷毛杜鹃